# La Gloria, Xalapa
La Gloria är en ort i Mexiko.   Den ligger i kommunen Perote i delstaten Veracruz, i den sydöstra delen av landet, 190 km öster om huvudstaden Mexico City. La Gloria ligger 2 459 meter över havet och antalet invånare är 2 510.
Terrängen runt La Gloria är huvudsakligen kuperad, men åt sydväst är den platt. Runt La Gloria är det ganska tätbefolkat, med 80 invånare per kvadratkilometer. Närmaste större samhälle är Perote, 19,0 km norr om La Gloria. Omgivningarna runt La Gloria är en mosaik av jordbruksmark och naturlig växtlighet.